# Ryan Lang
Ryan Lang (Regina, 24 luglio 1980) è un ex hockeista su ghiaccio canadese, di ruolo attaccante.

## Carriera
È alto 180 cm per 91 kg di peso. Esordì nella NCAA con la University of Alaska-Fairbanks nella stagione 2000-01 con 32 presenze e 3 gol. Dopo 4 stagioni passò nella ECHL con i Charlotte Checkers (69 presenze e 13 gol). L'anno successivo passò agli Augusta Lynx, totalizzando in due stagioni 123 punti in 134 partite disputate; nello stesso periodo trascorse due brevi periodi in prestito nella American Hockey League con i Portland Pirates, e con i Providence Bruins, totalizzando 8 presenze e 3 punti.
Nel 2007 approdò in Italia con la maglia dell'Hockey Club Alleghe, concludendo la stagione con 22 punti in 31 apparizioni. Dopo una sola stagione fece ritorno in Nordamerica in ECHL con la maglia dei Florida Everblades dal 2008 al 2010. Trascorse l'ultima stagione della propria carriera nei Paesi Bassi con l'Eindhoven Kemphanen.